# Bárnépség
A Bárnépség (eredeti angol címén: The Belonging Kind) John Shirley és William Gibson novellája. A Shadows 4 antológiában jelent meg először 1981-ben. Magyarul az Izzó króm antológiában
olvasható Szántai Zsolt fordításában.

## Történet
|  | Alább a cselekmény részletei következnek! |

A novella főhőse egy Coretti nevű férfi. Főiskolai tanár, magánéletében visszahúzódó típus, aki időnként bárokba jár, de ezeken a helyeken sem szeret beszélgetni senkivel - kívülállónak érzi magát.
Coretti a Kiskapu Szalon nevű helyen találkozik először a nővel, aki megváltoztatja az egész életét. A nő tökéletesen beleilleszkedik a bárok, kocsmák, diszkók, éjszakai szórakozóhelyek környezetébe. Aznap éjjel követi a nőt, és észreveszi, hogy két szórakozóhely között a nő mindig teljesen átalakul, új ruhát és új testet ölt. Egy idő után a nő már nincs egyedül, hanem egy szintén alakváltó férfival együtt járják az éjszakát.
Ezután az éjszaka után Coretti többé nem tud a munkájára koncentrálni, állásából elbocsátják, mindig és mindenhol a nőt keresi.
Amikor egy szerdai napon újra megtalálja őket, újra a nyomukba szegődik. Követi őket mindenhová, a nő és partnere pedig látszólag tudomást sem vesz erről. Az éjszakai körút egy szállodai szobában végződik, ahol rengeteg további idegent találnak. Mindannyian a bárokat járó alakváltó bárnépség fajához tartoznak.
Coretti elmenekül, megpróbál újra normális munkát vállalni és nem jár többé bárokba. Egészen addig, amíg egy titokzatos telefonhívást nem kap.
A hívás hatására felmondja albérletét, kilép munkahelyéről, és visszatér a bárok és kocsmák világába, azonban most már nem emberként, nem kívülállóként. Coretti maga is a bárnépséghez tartozik már.
|  | Itt a vége a cselekmény részletezésének! |

## Megjelenések

### angol nyelven
1. The Belonging Kind, Shadows 4, Doubleday, 1981[1]
2. The Belonging Kind, Burning Chrome, Arbor House, 1986[1]
3. The Belonging Kind, Burning Chrome, Gollancz, 1986[1]

### magyar nyelven
1. Bárnépség, Izzó króm, Valhalla Páholy, 1995, ford.: Szántai Zsolt
2. Bárnépség, Izzó króm, Valhalla Páholy, 1997, ford.: Szántai Zsolt

## Külső hivatkozások
- Angol nyelvű megjelenések az ISFDB-től
- Magyar nyelvű megjelenések
- "The Belonging Kind" a William Gibson aleph oldalon